# Български народни инструменти
Българските народни музикални инструменти са музикални инструменти, използвани при изпълнението на българска народна музика, като някои от тях са характерни за почти цялата територия на България, а други са съсредоточени в определена фолклорна област.
В българската народна музика се използват 6 основни народни инструмента - кавал, гайда, гъдулка, тамбура, тъпан, барабан, както и характерни за отделни фолклорни области, като тарамбука, дудук, овчарска свирка, двоянка, окарина, баян, цафара, бръмбазък, чанове, зурна.
Например цафарата е характерна само за северняшката фолклорна област, баяна само за добруджанската фолклорна област, тарамбуката и зурната за македонската фолклорна област, чановете за родопската фолклорна област и т.н. Материалите, от които са произвеждани тези инструменти, са най-често дърво, кожа, в отделни случаи при струнните волски или конски косъм, метал при бръмбазъка и чановете, глина при окарината, а баяна има много по-сложно устройство и е направен от различни материали.
Повечето от народните инструменти са духови – кавал, гайда, дудук, овчарска свирка, двоянка, окарина, цафара, зурна. Към струнните се причисляват гъдулката (струнни лъкови) и тамбурата и бръмбазъка (струнни дърпащи), а към ударните – тъпан, тарамбука и чанове. Акордеонът и баянът спадат към клавишно-меховите музикални инструменти.